# بنو عصام
بنو عصام هي سلالة أمازيغية مسلمة حكمت مدينة سبتة لأربعة أجيال. كانت البلدة قد دمرت في تمرد من طرف ميسرة المطغري الذي قاد الخوارج من منطقة طنجة. في وقت ما في منتصف القرن التاسع أعاد ماجاكس زعيم قبيلة البربر بناء وإعمار سبتة وأسس سلالة حكمت المدينة حتى استولى عليها الأمويون عام 931.

## الأصول
هم مجكسة فرع من غمارة من بطون المصامدة.

## الخلفية
بعد وفاة يُليان حاكم طنجة وسبتة، تمكن العرب من السيطرة على مدينة سبتة بشكل سلمي من أتباعه. ازدهرت المدينة تحت حكمهم، إلا أن فتنة ميسرة المطغري زعيم الخوارج الصفرية بالمغرب الأقصى ألقت بظلالها على المنطقة. حيث دعا ميسرة إلى أفكاره، وجذب العديد من الأمازيغ، من بينهم غمارة، للانضمام إليه. زحف جيش من أمازيغ طنجة إلى سبتة، وتمكنوا من طرد العرب منها، وسبوا أهلها، ودمروا المدينة. بقيت سبتة خالية لبعض الوقت، إلى أن أرسل ماجكس، أحد زعماء قبائل أمازيغ، ورجاله لإعادة إعمارها. سميت المدينة باسمه "مجكسة". عادت الحياة تدريجياً إلى سبتة، وأسلم ماجكس، وتعلم من علماء عصره حتى وفاته.

## حكام بني عصام
- ماجكس وهو مؤسس الإمارة أعاد بناء سبتة وجعلها مركزا له.
- عصام بن ماجكس تولى الحكم بعد أبيه وبقي في السلطة إلا أن مات.[1]
- مجير بن عصام[2]
- الرضي بن عصام (؟-931)، واعترف بسلطة الأدارسة، ثم لما استحكم الأمر للناصر بالأندلس تنازل له الرضى عنها فافتتحها فرج بن غفير سنة 319 هـ.[5][6]